# Castelul Pekri din Târnăveni

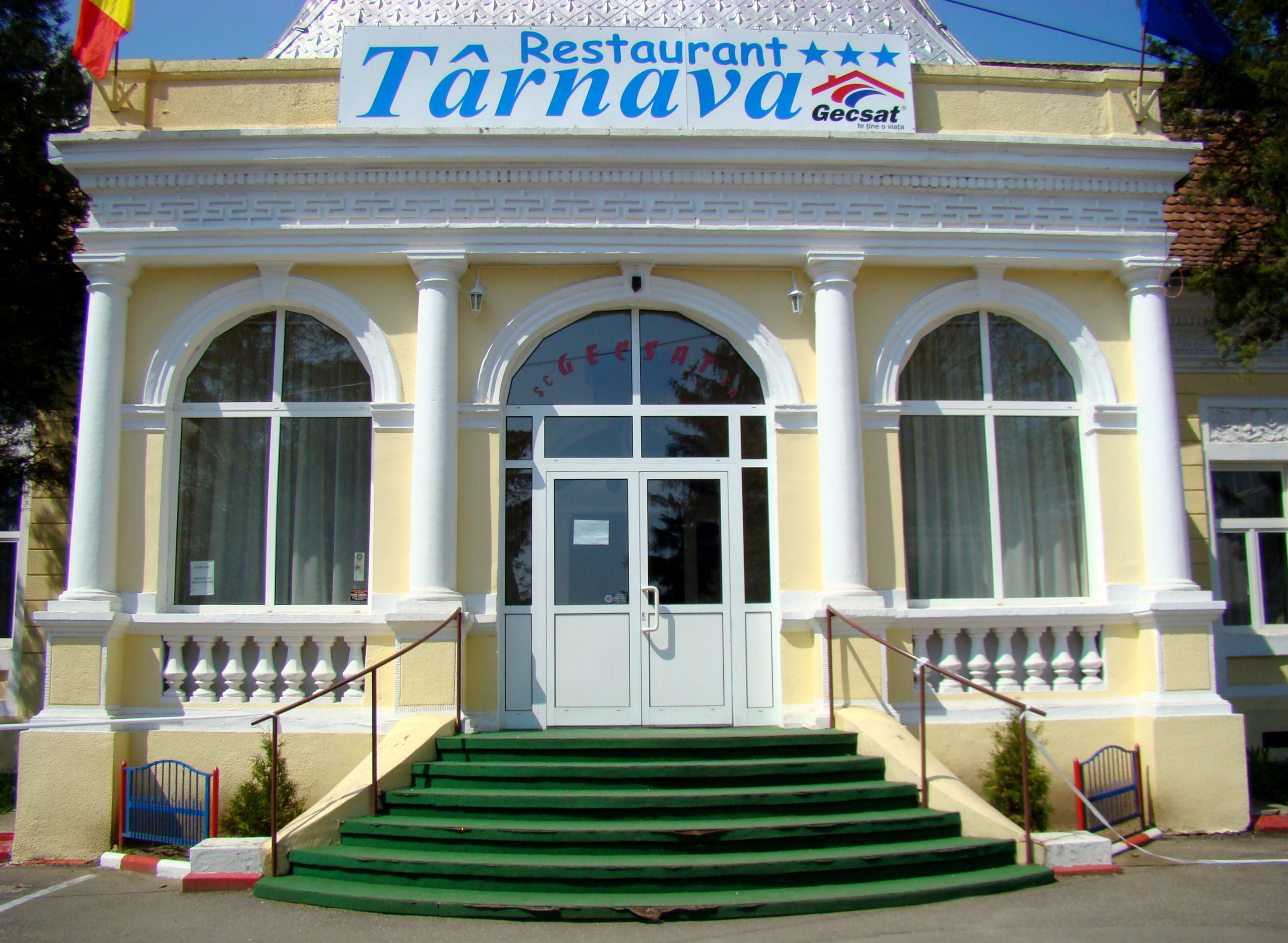
Castelul Pekri din Târnăveni (în prezent Restaurant Târnava), aprilie 2013

Castelul Pekri este o clădire-monument aflată în orașul Târnăveni, pe str. Republicii 56. Se află pe lista monumentelor istorice sub codul LMI:  MS-II-m-B-16045.

## Localitatea
Târnăveni, mai demult Târnava-Sân-Martin, până în 3 mai 1941 Diciosânmartin, (în maghiară Dicsőszentmárton, Szentmárton, Dicső, în germană Sankt Martin, Sankt-Martin, Martinskirch, Marteskirch, Märteskirch, în dialectul săsesc Mierteskirch) este un municipiu în județul Mureș, Transilvania, România. Se află situat pe râul Târnava Mică. Prima menționare documentară este din anul 1278, cu numele de Tycheu Sent Martun.

## Istoric și trăsături
Domeniul din Târnăveni a fost primit de Pekri Lajos, în anul 1590, din partea domnitorului Sigismund Báthory. Cel mai important proprietar al castelului a fost Pekri Sándor (1855-1928), care a îndeplinit mai multe funcții importante în oraș: a fost curatorul Bisericii Romano-Catolice din Târnăveni, director general al Arhivelor Statului, fondatorul Asociației Pompierilor și președintele Partidului Național Maghiar din Comitatul Târnava Mică.
Clădirea are un singur nivel, o intrare cu arcade, decorată cu patru semicoloane toscane. Ușa cu închidere semicirculară este flancată de ferestre mari, semicirculare.  Porticul mare, asimetric are un acoperiș în stil baroc. Deasupra porticului a fost construit un atic, unde era amplasat blazonul familiei.
În partea de vest a clădirii se află un turn de colț cu două nivele, ferestre fără ornament, cu închidere dreaptă și un acoperiș în stil baroc, ca și porticul.
După naționalizare, în castel s-a deschis un restaurant, care funcționează și în prezent, fiind unul din punctele de reper ale orașului.

## Imagini

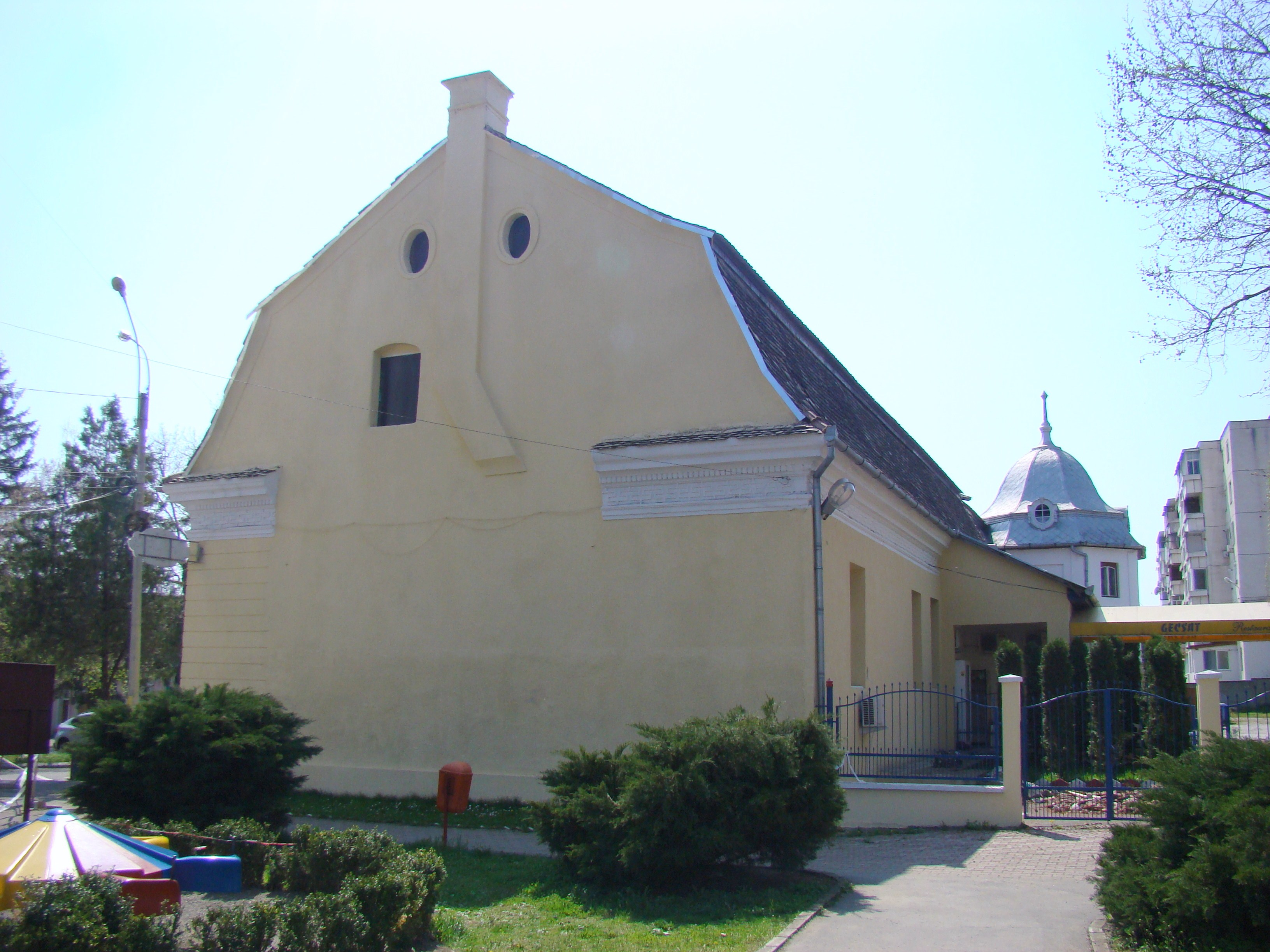
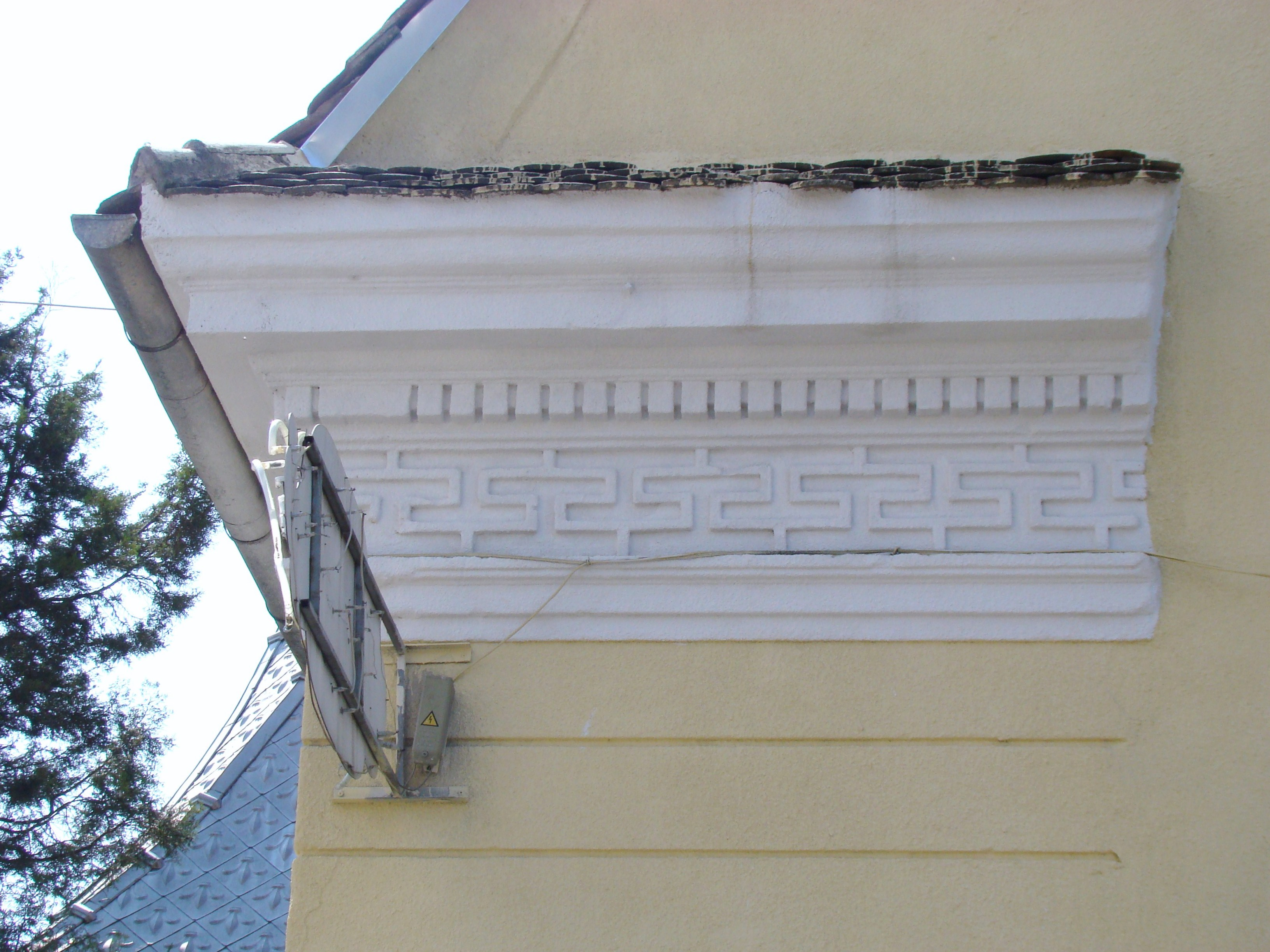
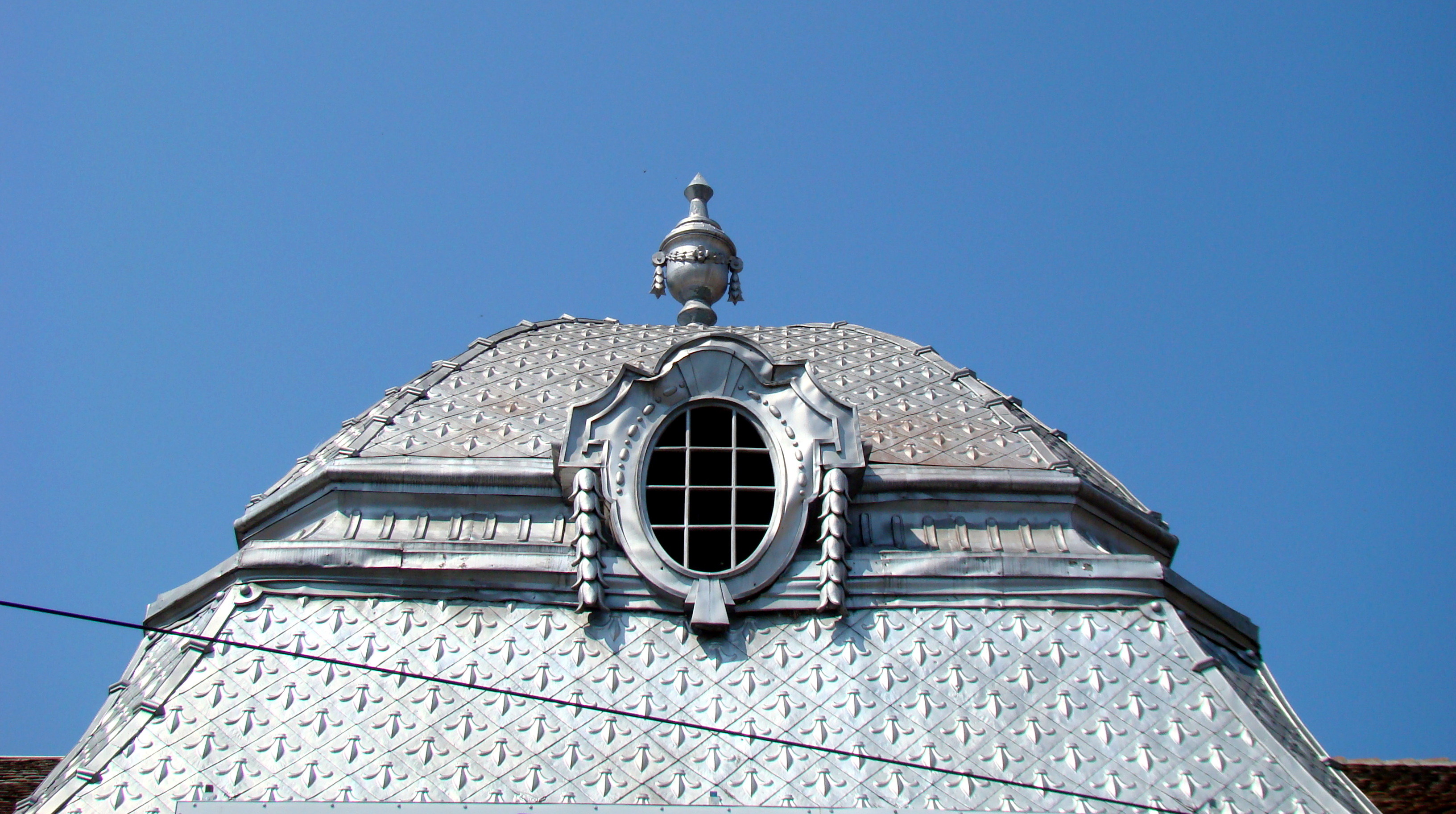
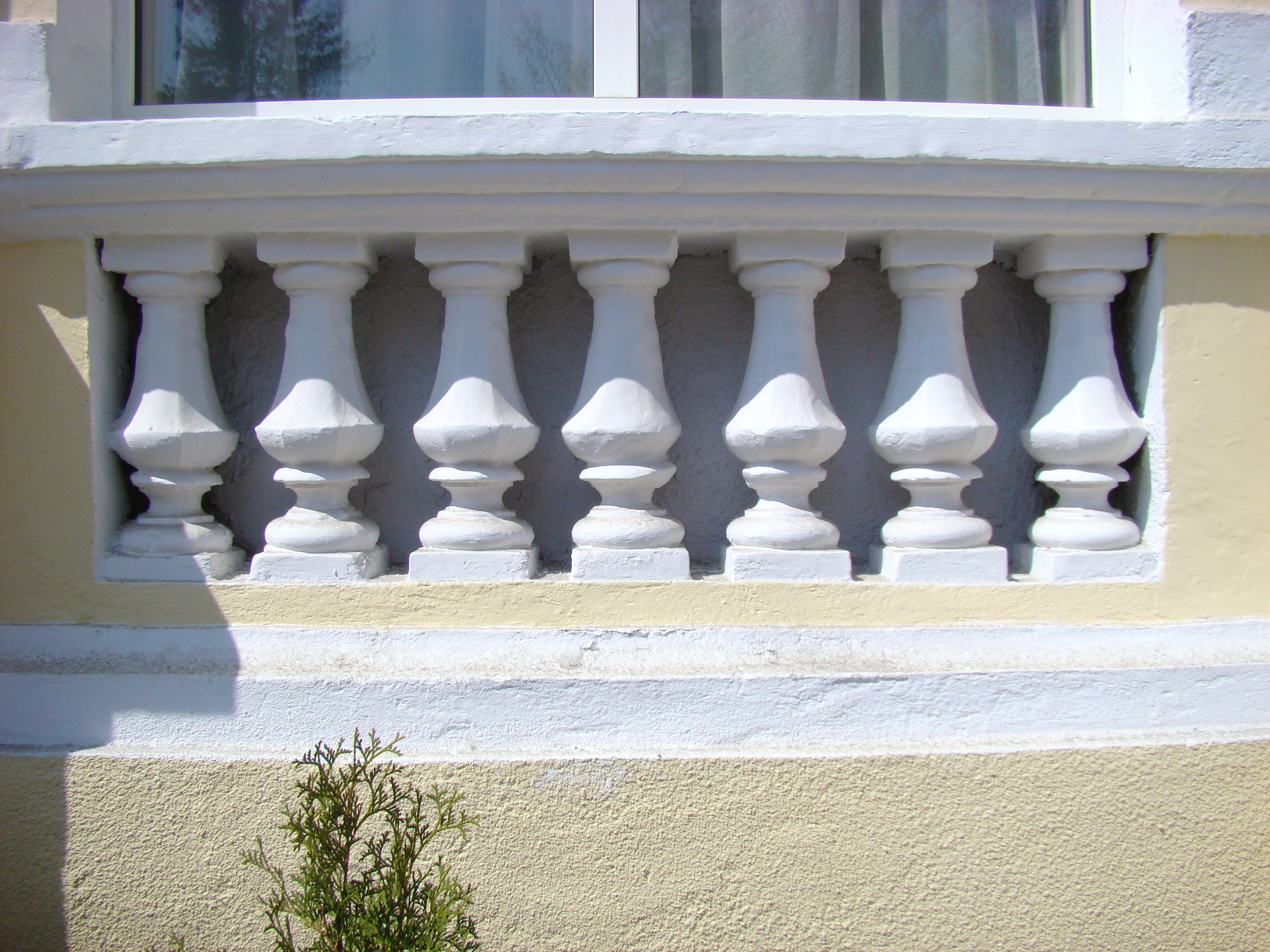
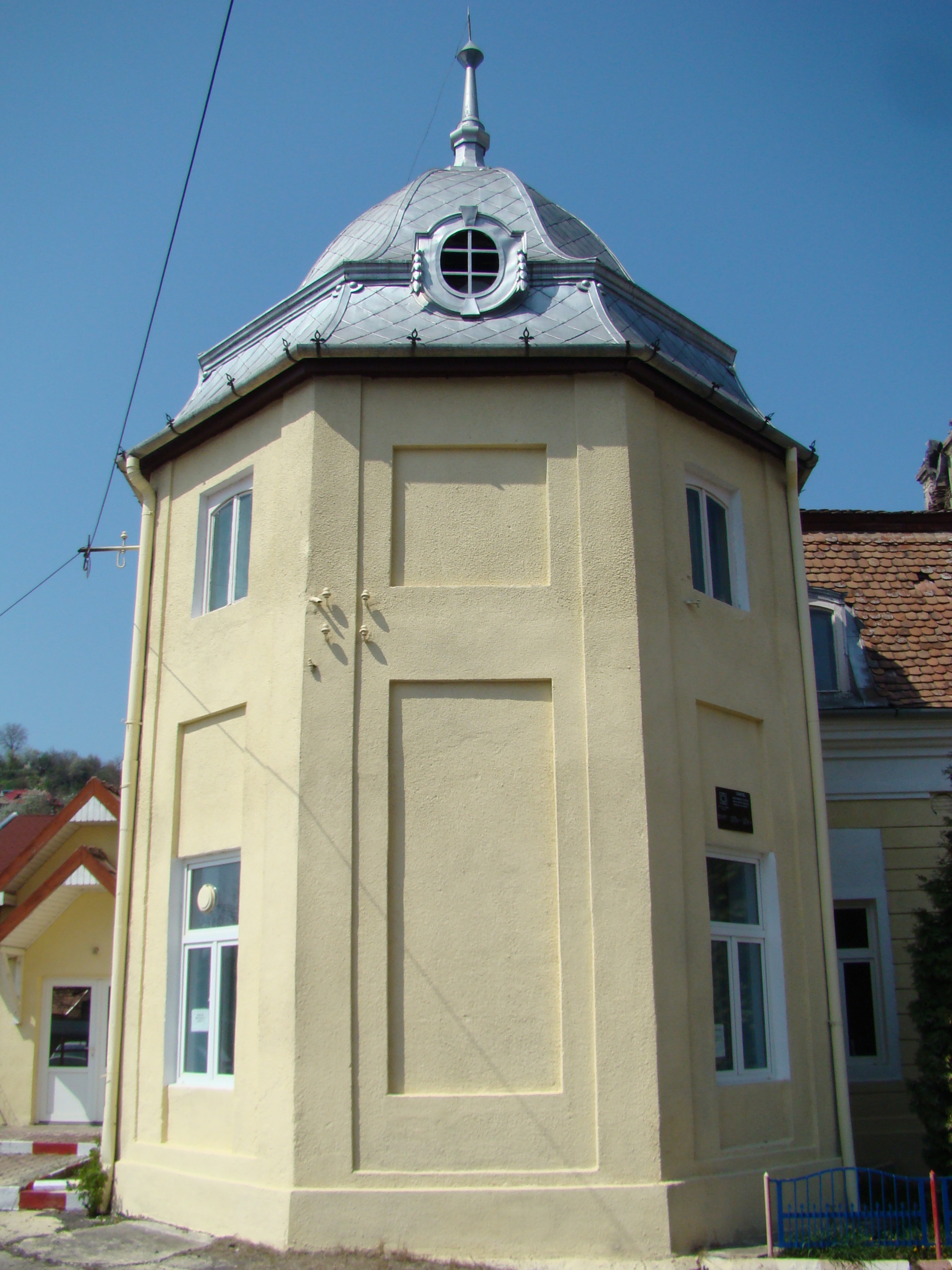
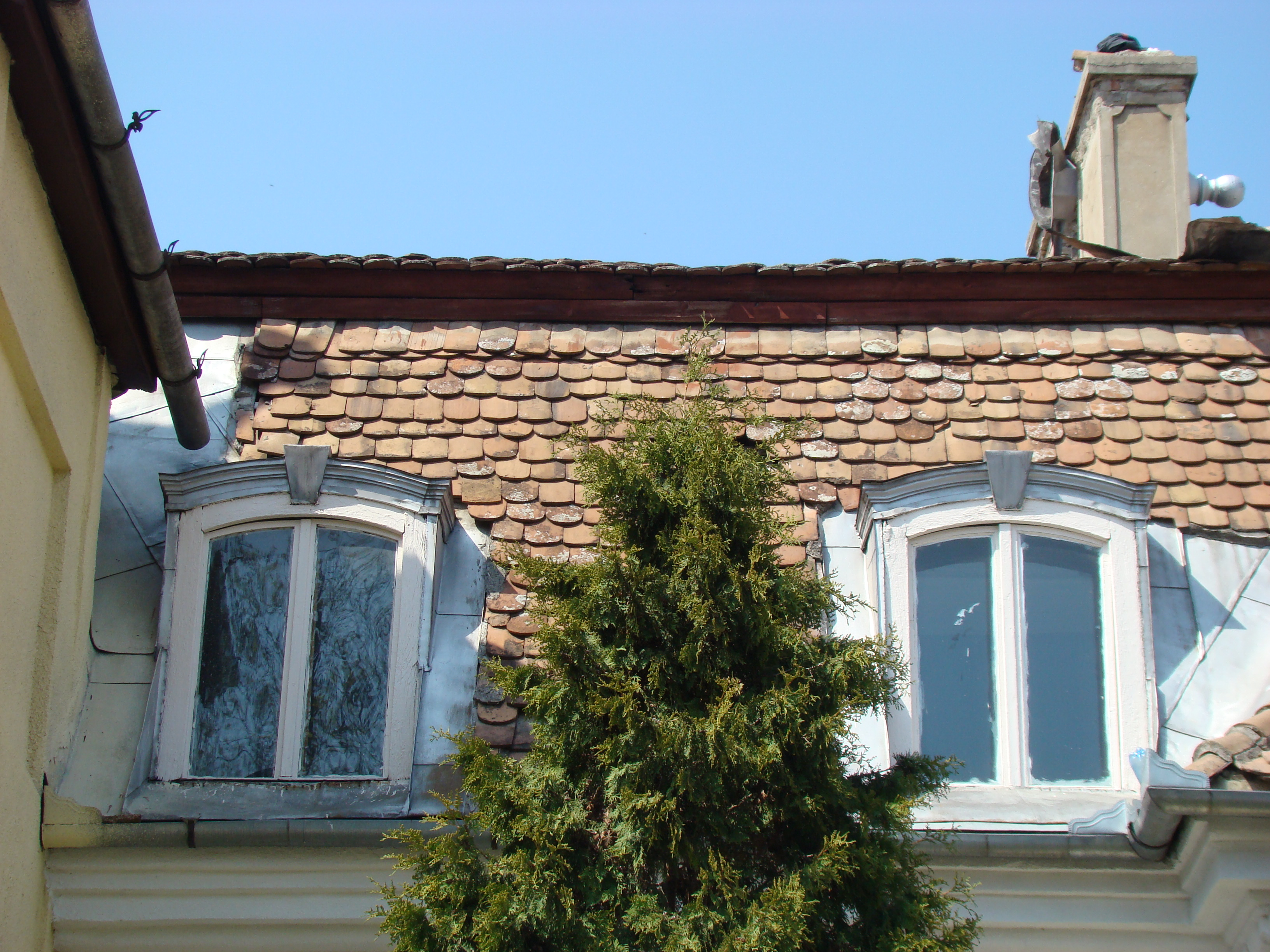
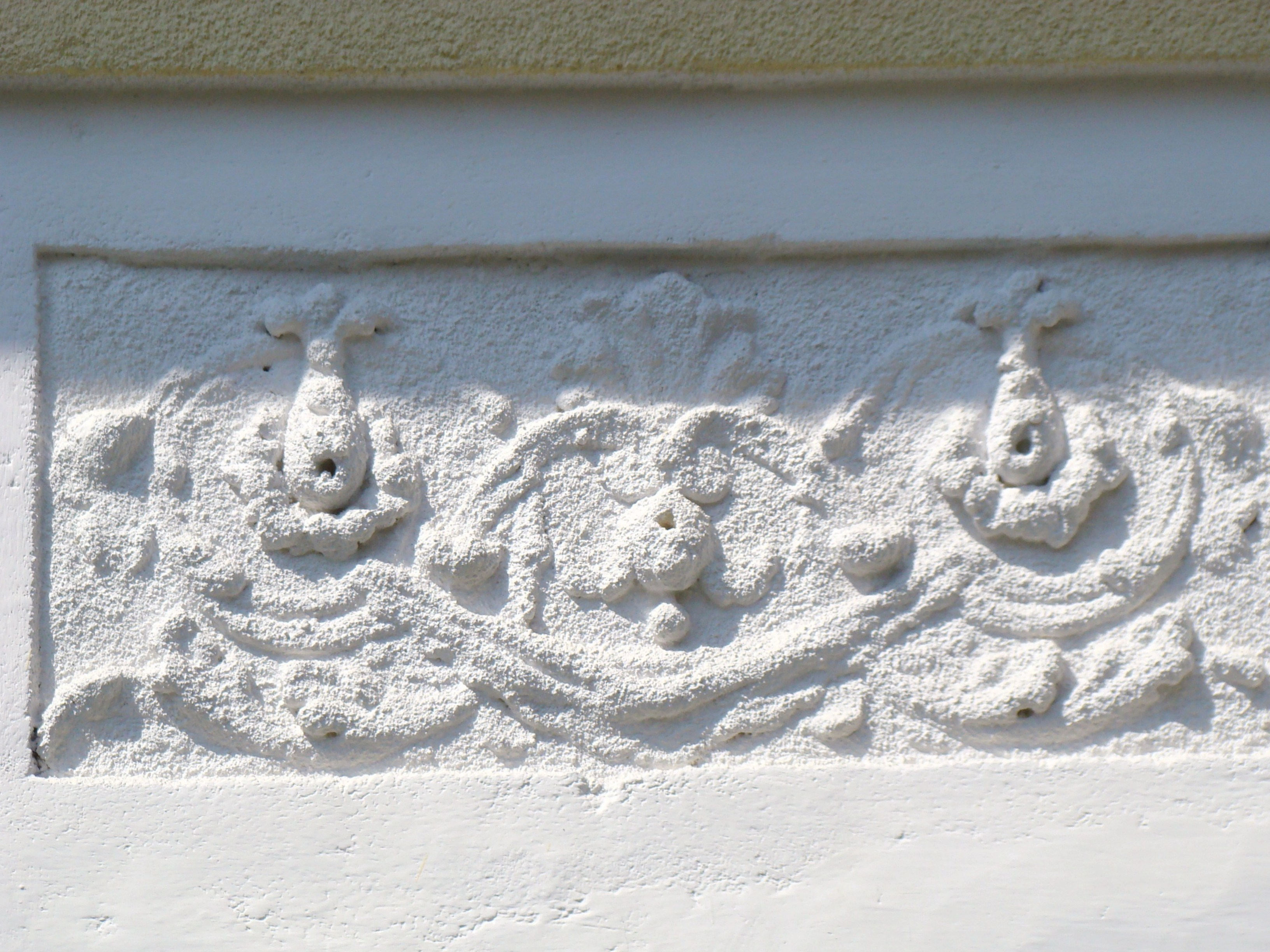
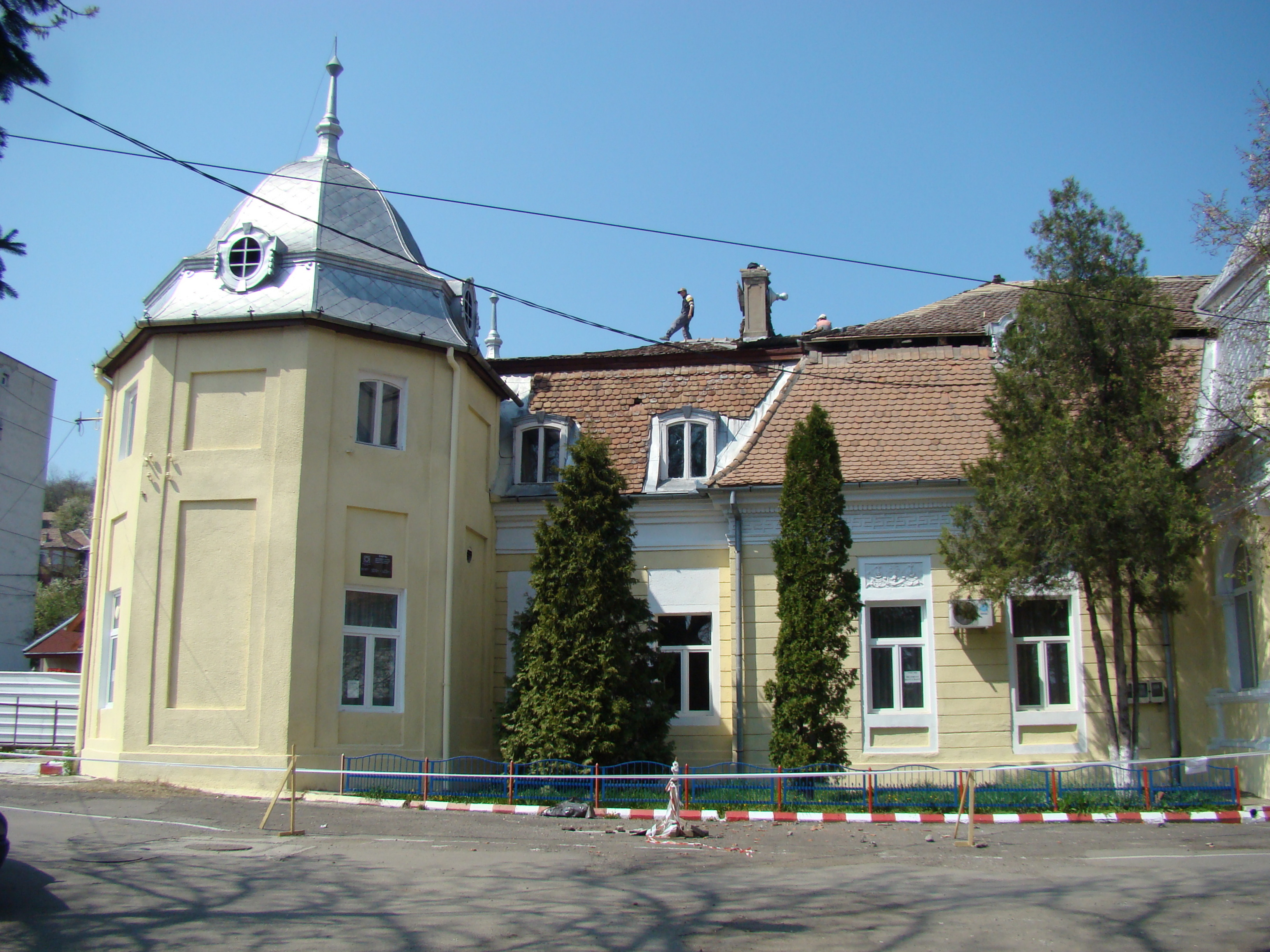
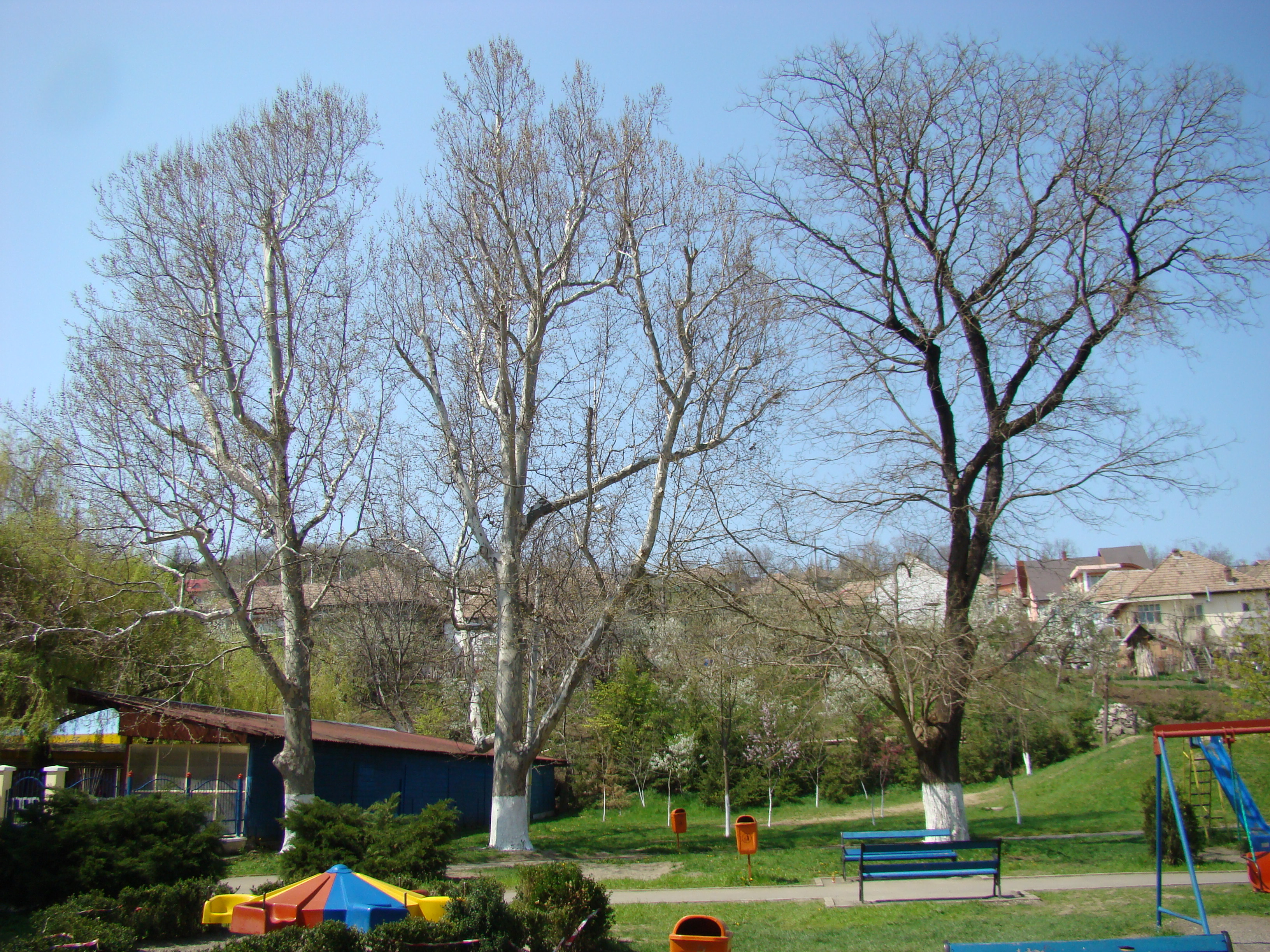

## Vezi și
- Târnăveni